# Follow Your Arrow
Follow Your Arrow ist ein Lied der US-amerikanischen Sängerin Kacey Musgraves aus dem Jahre 2013. Die dritte Single ihres Debütalbums Same Trailer Different Park wurde von der Künstlerin zusammen mit Brandy Clark und Shane McAnally geschrieben und von letzterem zusammen mit ihr und Luke Laird produziert.

## Hintergrund
Follow Your Arrow hat seinen Ursprung in einem Gedicht, das Musgraves für eine Freundin geschrieben hat, welche für ihr Studium für vier Monate nach Paris reiste und dafür ohne die Landessprache zu verstehen alles zurückließ. Die Sängerin gab ihr eine Halskette mit einem Pfeil darauf mit auf den Weg, und überreichte ihr das Poem, welches bereits die späteren Textzeilen „Follow your arrow“ und „Kiss lots of boys“ beinhaltete. Als sich aus dieser Grundidee später ein vollwertiges Lied entwickelte, bot es Musgraves der bekannten Popsängerin Katy Perry an. Diese legte der Songwriterin nahe, es selbst aufzunehmen, da es sich wie ein Genrebeitrag anhöre, der Mauern niederreißen könne.

## Musik und Text
Follow Your Arrow ist ein Lied der Country-Musik, das von einem durchgehenden Gitarrenrhythmus und stampfenden Basstrommeln geprägt ist. Im Refrain setzt zusätzlich ein Tamburin ein, und an mehreren Stellen ist Pfeifen zu hören. Die Grundbotschaft des Textes ist „egal, was du machst, es wird immer jemanden geben, der sich darüber aufregt. Deshalb gehe deinen Weg und triff deine Entscheidungen nur für dich selbst.“ Dabei benennt die Musikerin in den Strophen auch konkrete Beispiele: das Warten bis zur Hochzeit, Alkoholkonsum, Gewichtszu- bzw. -abnahme und Kirchenbesuche wären allesamt Themen, bei denen man mit negativen Reaktionen konfrontiert wird, egal, in welche Richtung man handelt. Im Refrain singt sie darüber, dass es egal sei, zu welchem Geschlecht man sich hingezogen fühle, und dass man, wenn man wolle, auch Marihuana rauchen könne.

## Musikvideo
Der Videoclip zu Follow Your Arrow wurde in Joshua Tree gedreht und spielt in einem verlassenen, wüstenartigen Gebiet. Zu Beginn ist zu sehen, wie Musgraves einen dort festsitzenden Pfeil aus dem Boden zieht. Im Laufe der Handlung kommt sie an mehreren Szenerien und Gegenständen vorbei (Hütten, Neonschildern, Kirchen, Bienenhotels …), an denen Pfeilsymbole angebracht sind. Dazwischen werden Szenen eingeblendet, in denen sie – manchmal von einem Pony begleitet – von Palmen umringt singt, sowie andere, in denen sie zusammen mit einer Band musiziert und dabei ein Cowgirl-Outfit trägt.

## Kritik und Impakt
Follow Your Arrow erhielt von der Musikpresse durchwegs äußerst positive Kritiken und war insbesondere gegen Ende seiner Dekade in mehreren Bestenlisten vertreten. Einhellig gelobt wurde die Aussage des Refrains, lieben zu dürfen, wen man will, und sein Leben nach eigenen Vorstellungen zu gestalten; insbesondere in Kombination mit dem Genre, in dem das Werk angesiedelt ist. Aufgrund seines Textes, welcher mehrere gesellschaftliche Diskussionsthemen aufgreift, vor allem aber wegen seiner positiven Einstellungen zu gleichgeschlechtlichen Beziehungen und Marihuanakonsum, wurde der Song innerhalb der Country-Szene mitunter auch kontrovers aufgefasst und erhielt ursprünglich auf genrenahen Radiostationen nur wenig Airplay. Das Lied brachte es aller Widrigkeiten zum Trotz dennoch zu einem ansehnlichen Status innerhalb der Anhängerschaft des Musikstils, machte Kacey Musgraves in dieser Zielgruppe zu einem allgemein bekannten Begriff und leitete eine erfolgreiche Karriere ein. Diese Tatsache macht den Titel bis heute zu einer Diskussions- und Analysegrundlage, in welchem Ausmaß der traditionell eher konservativ eingestellten Country-Hörerschaft in modernen Zeiten linke politische Themen und Botschaften vorgesetzt werden können, ohne, dass sie diese als „No-Go“ betrachten. Aufgrund dieser Wirkung wurde das Lied retrospektiv auch als „revolutionär“ bezeichnet. Billboard widmete dem Lied einen Essay innerhalb der Artikelreihe Songs That Defined the Decade über die 100 Lieder, die ihrer Meinung nach die 2010er Jahre am meisten geprägt haben und widerspiegeln; zuvor ernannten sie es zum zweitbesten Lied aus 2013. Das Good Housekeeping nahm es ohne feste Reihenfolge unter den 28 besten Songs der Dekade auf; Village Voice und Spin inkludierten auf den Plätzen 17 bzw. 21 unter den besten Liedern des Jahres. In der Liste der 100 besten Lieder aus 2013 des Rolling Stone erschien es ursprünglich lediglich auf Platz 53, in ihrem 2019 erschienenen Jahrzehntsrückblick listete die Zeitschrift den Titel allerdings deutlich höher als das insgesamt achtbeste Musikstück der 2010er Jahre. Zudem wählte es das Magazin 2014 in ihrer Liste der besten Country-Lieder aller Zeiten auf Platz 39.

## Erfolg
| ChartsChartplatzierungen       | Höchstplatzierung | Wochen |
| ------------------------------ | ----------------- | ------ |
| Vereinigte Staaten (Billboard) | 60 (1 Wo.)        | 1      |

|-class='charts-yelst' style='font-style:italic;'
| Land/Region               | Auszeichnungen für Musikverkäufe (Land/Region, Auszeichnung, Verkäufe) | Verkäufe  |
| ------------------------- | ---------------------------------------------------------------------- | --------- |
| Vereinigte Staaten (RIAA) | Platin                                                                 | 1.000.000 |
| Insgesamt                 | 1× Platin ·                                                            | 1.000.000 |